# Sainte-Julie (Québec)
Pour les articles homonymes, voir Sainte-Julie.
Sainte-Julie est une ville du Québec située dans la municipalité régionale de comté (MRC) de Marguerite-D'Youville en Montérégie. Située sur la Rive-Sud de Montréal, Sainte-Julie est située à environ 20 kilomètres à l'est du centre-ville de Montréal.
La ville se voit décerner le titre de « ville la plus heureuse au Québec » en 2008, 2009, 2011 et 2014 par le palmarès de l'Indice relatif de bonheur (IRB),.

## Toponymie
Originellement nommée Sainte-Julie-de-Verchères, elle est nommée en l'honneur de Sainte Julie, la patronne de Julie Gauthier, qui a concédé le terrain où fut érigée la toute première église.
L'église construite lors de la fondation de la paroisse l'a été sur la terre de Julie Gauthier dite Saint-Germain, qui demanda que l'on donne à la paroisse le nom de sa patronne, sainte Julie.
Le deuxième constituant fait référence à Madeleine de Verchères.

## Histoire
En 1850 la paroisse de Sainte-Julie détachée du territoire des paroisses de Varennes et de Belœil.
La ville de Sainte-Julie est fondée en 1851. À l'époque une localité rurale axée sur la production laitière de 1 251 habitants, sa population croît lentement jusque durant les années 1960, période où est construite l'autoroute 20 puis éventuellement l'autoroute 30. Cependant, bien avant cela, des gens habitaient sur son territoire, qui était rattaché à la paroisse de Sainte-Anne-de-Varennes et que l'on appelait « Grand Coteau ». Ces colons qui provenaient pour la plupart de Boucherville, trouvant la paroisse un peu trop loin, demandent à fonder leur propre paroisse dès 1843. C'est en 1850 qu'ils en obtiennent finalement l'autorisation et construisent une église sur la terre de Julie Gauthier.
Le 6 mai 1851, une proclamation civile reconnaît la municipalité de la paroisse de Sainte-Julie. À l'automne 1851, le recensement fédéral y dénombre plus de 190 familles et 1 251 habitants.
Le 1er juillet 1855, la ville obtient le droit d'élire, selon la loi, son premier maire : Jules Choquet.
Au milieu des années 1960, la construction de l'autoroute Jean-Lesage (A-20) stimula encore plus le développement de Sainte-Julie, qui avait alors l'apparence d'une banlieue en plein développement.
Sainte-Julie-de-Verchères, de son nom complet, a acquis le statut de ville en 1971.
En 2008, 2009, 2011 et 2014, la Ville est déclarée Ville du Bonheur. En 2007 et en 2010, elle obtient la certification « Quatre fleurons » pour la qualité de ses aménagements paysagers incluant ceux de ses citoyens. En 2013, la Ville de Sainte-Julie obtient la certification « Cinq fleurons », la plus haute distinction dans le cadre du programme des Fleurons du Québec.
En 2009, la Ville reçoit l'accréditation de « Municipalité amie des enfants ».
Aujourd'hui, on estime à 30 000 le nombre de Julievillois/Julievilloises.
L'emblème floral de la ville est l'iris versicolore.
En 2015, a lieu la première autorisation de localiser des plants de ginseng à Sainte-Julie.
La ville se concentre sur le développement résidentiel. Un projet appelé Le sanctuaire de la Vallée du Richelieu est en construction et un autre, Les Villas du Golf, est en planification. De ces nouveaux logements découleront autour de 800 unités.

## Géographie
La ville est située sur le flanc nord du mont Saint-Bruno, Sainte-Julie constitue depuis les années 1970 une banlieue de Montréal et fait partie de la Communauté métropolitaine de Montréal, bien que plusieurs terres agricoles ont subsisté au développement résidentiel.
L'autoroute 20 traverse le sud de la ville et l'autoroute 30 en traverse l'ouest.

## Démographie
Sa population passera de 2 500 habitants en 1971 à 14 000 habitants dix ans plus tard, en 1981. Depuis lors, sa croissance démographique continue, mais de manière plus lente. En 2024, la population est estimée à 30 837 habitants.
| 1966  | 1986   | 1991   | 1996   | 2001   | 2006   | 2011   | 2016   | 2021   |
| ----- | ------ | ------ | ------ | ------ | ------ | ------ | ------ | ------ |
| 1 427 | 15 502 | 20 632 | 24 030 | 26 580 | 29 079 | 30 044 | 29 881 | 30 045 |

## Administration
Les élections municipales se font en bloc et suivant un découpage de huit districts.
| Sainte-Julie Maires depuis 2005                                                                                      |             |                                                                               |          |
| Élection | Maire       | Qualité                                                                       | Résultat |
| 2005 | Suzanne Roy | Conseillère municipale (1996–2005) Présidente de l'UMQ (2014–2016, 2019–2021) | Voir     |
| 2009 | Suzanne Roy | Conseillère municipale (1996–2005) Présidente de l'UMQ (2014–2016, 2019–2021) | Voir     |
| 2013 | Suzanne Roy | Conseillère municipale (1996–2005) Présidente de l'UMQ (2014–2016, 2019–2021) | Voir     |
| 2017 | Suzanne Roy | Conseillère municipale (1996–2005) Présidente de l'UMQ (2014–2016, 2019–2021) | Voir     |
| 2021 | Mario Lemay |                                                                               | Voir     |
| Élection partielle en italique Depuis 2005, les élections sont simultanées dans toutes les municipalités québécoises |             |                                                                               |          |

## Représentations fédérale et québécoise
Sainte-Julie fait partie de la circonscription de Montarville à la Chambre des communes du Canada et de la circonscription de Verchères à l'Assemblée nationale du Québec.

## Attraits touristiques

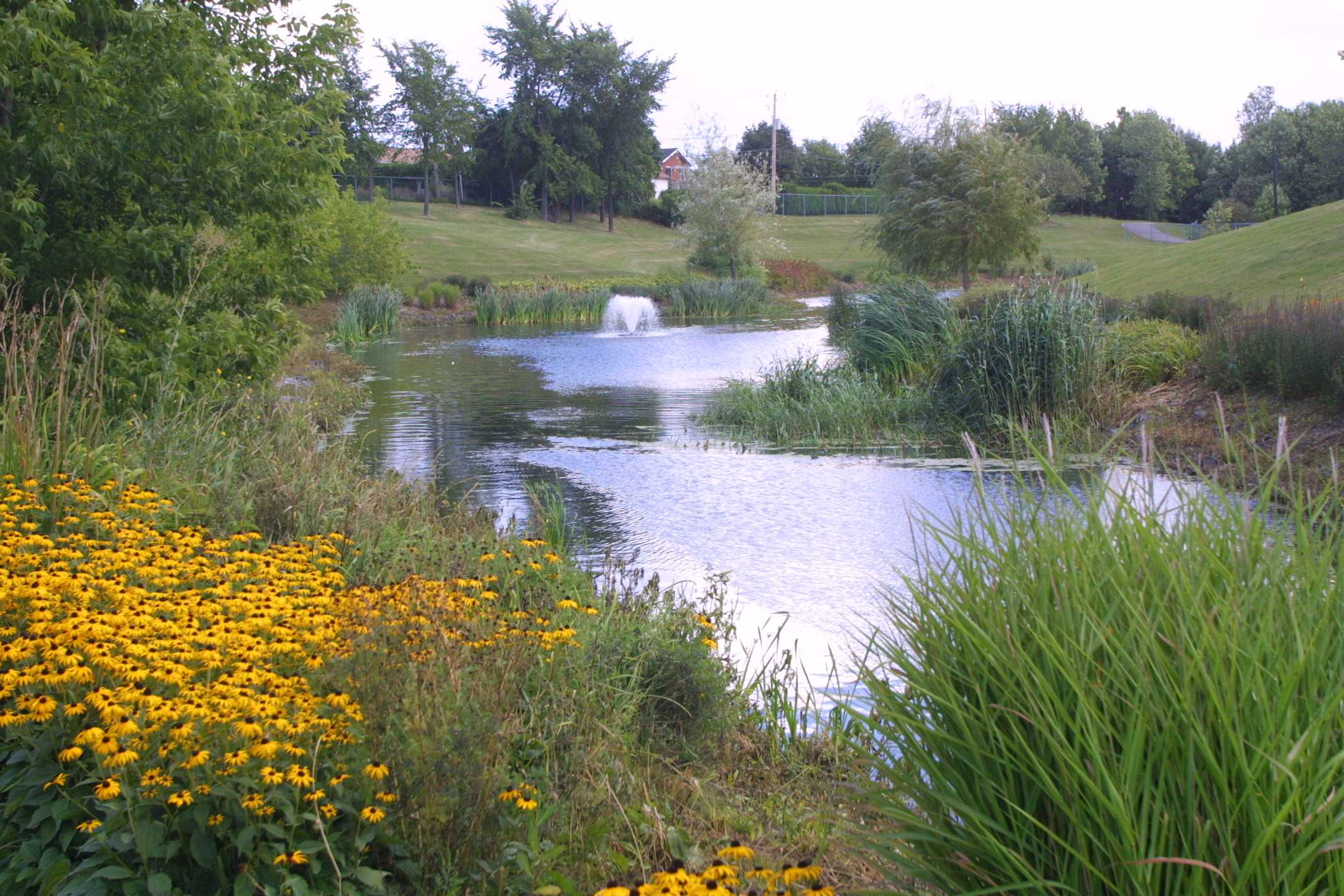
Arboretum Pierre-Steben

- Parc des Étangs-Antoine-Charlebois
- Parc Edmour-J.-Harvey
- Mont Saint-Bruno
- Électrium

## Loisirs
La municipalité de Sainte-Julie possède une variété de loisirs, équipe de hockey, de soccer, etc. La ville profite également de ses 38 kilomètres de pistes cyclables qui sont accessibles pour tous.
Un terrain de golf se retrouve dans la ville de Sainte-Julie, le club de golf la Vallée du Richelieu.

## Parcs
- Parc de l'Abbé-Théoret[15]
- Parc Arc-en-ciel[15]
- Parc Armand-Frappier[15]
- Parc Arthur-Gauthier[15]
- Parc d'Auvergne[15]
- Parc du Bois-Franc[15]
- Parc canin[16]
- Parc du Cellier[15]
- Parc de la Coulée[15]
- Parc Denise-Pelletier[15]
- Parc Desrochers[15]
- Parc Edmour-J.-Harvey[15]
- Parc de l'Érablière[15]
- Parc de Genève[15]
- Parc Jordi-Bonet[15]
- Parc Joseph-Véronneau[15]
- Parc Jules-Choquet[17]
- Parc Joseph-Véronneau[17]
- Parc du Luxembourg[15]
- Parc Maurice-Duplessis[15]
- Parc du Moulin[17]
- Parc N.-P.-Lapierre[17]
- Parc Paul-De Maricourt[15]
- Parc du Prévert[15]
- Parc Ringuet [15]
- Parc le Rucher[15]
- Parc du Sorbier[15]
- Parc des Tuileries[15]
- Parc de Vendôme[15]
- Parc de Vienne[15]
- Parc Yves-St-Arneault[15]

## Écoles

### Primaires
- École Arc-en-Ciel [18]
- École Aux-Quatre-Vents[18]
- École du Grand-Chêne[18]
- École du Moulin[18]
- École du Tourne-Vent[18]
- École de l'Arpège[18]
- École le Rucher[18]

### Secondaires
- École secondaire du Grand-Coteau[18]

### Formations professionnelles
- Centre de formation professionnelles des patriotes[18]